# 天主教伊泰图巴自治监督区
天主教伊泰圖巴自治監督區（拉丁語：Praelatura Territorialis Itaitubaënsis）是巴西一個羅馬天主教自治監督區，屬貝倫總教區。
監督區成立於1988年7月6日，位於帕拉州西南部。2004年有教友194,200人（佔轄區總人口95.3%）、五個堂區、十八名司鐸。現任監督為維爾馬爾·桑廷。